# Giuseppe Sanfelice
Giuseppe Sanfelice di Monteforte (Roma, 26 de junio de 1983) es un actor italiano.

## Biografía
Debuta en el 1999 como protagonista en la película de Gabriele Muccino, Come te nessuno mai. En 2001 obtuvo el papel de Andrea, el hijo de los protagonistas, interpretados por Nanni Moretti y Laura Morante en El cuarto del hijo, películo que ganó la Palma de Oro en el Festival de Cannes de 2001. 
En el 2004 trabajó en la comedia romántica de Giovanni Veronesi Che ne sarà di noi. Ese mismo año debutó entelevisión, bajo la dirección de Renato De Maria en los telefilmes Maigret: La trappola y Maigret: L'ombra cinese, a las cuales siguieron La notte breve (2006), TV movie de Rai 2, y la miniserie para televisión de seis capítulos, Piper (2009), dirigida por Francesco Vicario en Canale 5.

## Carrera

### Teatro
- L'ultima notte, dirigida por Alessandro Cura (2007) - Teatro Cometa de Roma

### Cine
- Come te nessuno mai, dirigida por Gabriele Muccino (1999)
- La habitación del hijo, dirigida por Nanni Moretti (2001)
- Che ne sarà di noi, dirigida por Giovanni Veronesi (2004)
- Natale a Miami, dirigida por Neri Parenti (2005)
- AmeriQua, dirigida por Marco Bellone y Giovanni Consonni (2013)

### Televisión
- Maigret: La trappola, dirigida por Renato De Maria - TV movie (2004)
- Maigret: La sombra china, dirigida por Renato De Maria - TV movie (2004)
- La notte breve, dirigida por Camilla Constancia y Alessio Cremonini - TV movie (2006)
- Piper, dirigida por Francesco Vicario - miniserie TV (2009)
- The Young Pope, dirigida por Paolo Sorrentino - serie de TV (2016) (cameo)

### Cortometrajes
- Il 2 novembre, dirigido por Leonardo Godano y Simone Godano (2002)
- La voce bella, dirigido por Tommaso Avati (2004)
- La vita è già finita, dirigido por Claudio Lattanzi (2007)